# Каригалайн
Каригалайн (на английски: Carrigaline, на ирландски: Carraig Uí Leighin) е град в южна Ирландия, графство Корк на провинция Мънстър. Намира се на 12 km южно от главния административен център на графството град Корк. Имал е жп гара от 18 юни 1903 г. до 1 юни 1932 г. Населението му е 12 835 жители от преброяването през 2006 г. 

## Побратимени градове
- Гидел Франция